# Torbjörn Calvero
Torbjörn Calvero, född 15 februari 1949 i Stockholm, död 10 december 2016 i Stockholm, var en svensk fotograf med internationellt renommé och rockartister som sina främsta objekt.

## Biografi
Calvero inledde sin karriär 1966 och hann under sina femtio aktiva år fotografera stora delar av musikindustrins mest ryktbara personer, som David Bowie, Patti Smith, Marianne Faithfull, Lou Reed och Emmylou Harris. Han arbetade oftast med kopisten Tommy Hallman.
2008 skapade Calvero boken från Abba till Led Zeppelin- Calveros 70-tal tillsammans med musikjournalisten Christer Olsson.
Torbjörn Calvero var gift med Anna-Caysa Olsson Calvero. De fick sonen Oscar Calvero 1989.